# A dzsesszzenész titkai
A dzsesszzenész titkai (eredeti cím: A Jazzman's Blues) 2022-ben bemutatott amerikai filmdráma, amelyet Tyler Perry írt és rendezett. A főbb szerepekben Joshua Boone, Amirah Vann, Solea Pfeiffer, Austin Scott és Ryan Eggold látható.
Amerikában és Magyarországon 2022. szeptember 23-án mutatták be a Netflixen.

## Cselekmény
1987-ben egy idős hölgy, Hattie meglátogatja Johnathant, Hopewell jelenlegi főügyészét, aki rasszista politikai ideológiáival újraválasztásra törekszik. Hattie arra kéri, hogy oldja meg fia, Horace, más néven Bayou 40 évvel ezelőtti gyilkosságát, akit 1947-ben Hopewell megyében lincseltek meg. Átad Johnathannek egy levélgyűjteményt, és elmondja neki, hogy mindent megtalál bennük, amit tudnia kell. Már éppen ki akarja dobni őket, amikor észreveszi, hogy a levelek címzettje Leanne.
Bayou zenészcsaládból származik. Édesanyja, Hattie tehetséges bluesénekesnő, édesapja, Buster pedig képzett gitáros. Bayou bátyja, és apja kedvenc fia, Willie jazztrombitás. Bayou-t, bár tehetséges énekes, bántalmazó apja, aki állandóan piszkálja, gyengének és lassúnak nevezi, visszatartja tehetségének kibontakoztatásától. Egy nap, fellépés közben az apja azt mondja, hogy két fia van, "az egyik olyan, mint én, a másik meg nem. Na, lássuk, melyik az". Odahívja Bayou-t, hogy trombitáljon, de legnagyobb szégyenére egy hangot sem tud játszani. Buster ekkor odahívja Williet, aki ügyesen és a közönség legnagyobb örömére könnyedén szólózik az "If You See My Rooster" című dalhoz. Később Bayout látják a folyónál köveket dobálni, ahol Leanne meghallja, amint énekel. Leanne egy tanult, de kitaszított lány, akit a városlakók Bucketnek hívnak, mert az anyja kitette őt. Bayou azonnal beleszeret Bucketbe. Bayou elhatározza, hogy elhívja Leanne-t a városi társasági eseményre, de rájön, hogy a nagyapja nagyon gonosz és túlságosan védelmező vele szemben, és megfenyegeti, hogy megöli Bayou-t, ha még egyszer rajtakapja a földjén. Aznap este Leanne ír egy üzenetet Bayou-nak. Leanne rájön, hogy Bayou nem tud olvasni, ezért megtanítja. Éjszakánként titkos találkozókat tartanak, de nyilvánosan nem lehetnek együtt a nagyapja rosszallása miatt, aki szintén szexuálisan zaklatja őt. Ők ketten egymásba szeretnek.
Buster és Hattie összevesznek, Buster pedig elveszi Hattie összes pénzét, és elhagyja a családot, mondván, hogy Chicagoba megy. Willie nehezményezi, hogy elhagyta az apja, és Bayou-t hibáztatja ezért. Nem sokkal később Willie úgy dönt, hogy elszökik Chicagóba, hogy megkeresse az apját, és csatlakozzon a zenekarához. Eközben Bayou látja, hogy Leanne nagyapja megerőszakolja a lányt, de túlságosan fél közbelépni. Bayou megkéri Leanne-t, hogy menjen hozzá feleségül, és meneküljön el a nagyapja elől Hopewellbe. Leannet anyja arra kényszeríti, hogy Bostonba költözzön. Bayou levelet ír Leanne-nek, de az anyja arra utasítja a postást, hogy küldje vissza a feladónak az összes levelet. Bayou-t behívják a hadseregbe. Amíg a hadseregben szolgál, Hattie és Citsy a Hopewell megyébe költözik, hogy jobb életet teremtsenek maguknak.
1947-ben járunk, Hattie sikeres zenebárt nyit. Citsy a helyi seriff, Jackson szobalányaként dolgozik. Bayou a hadseregben szolgálva megsérül, leszerel, és hazatér, hogy az anyjának dolgozzon. Egy este Willie egy Ira nevű német férfival jelenik meg a zenebárban, mindketten a kábítószer-mámor jeleit mutatják. Ira, Willie menedzsere, közel áll a túladagoláshoz, de Hattie és Bayou megmenti. Ira hallja Bayou-t énekelni az anyja bárában, és rájön, hogy Bayou tehetségesebb, mint a bátyja.
Bayou és Leanne 1947-ben találkoznak újra egymással, miután Leanne új férjével és anyjával Bostonból Hopewellbe költözik. Leanne a politikus Johnhoz, Jackson seriff bátyjához ment feleségül. Ők ketten újra egymásra találnak, és titokban újra fellobbantják szerelmüket. Amikor Leanne anyja rajtakapja őket, amint Leanne autójában szexelnek, hazudik Jackson seriffnek, azt állítva, hogy Bayou megerőszakolta Leannet. Citsy meghallja Ethel hazugságát, és rohan, hogy elmondja Bayou-nak, aki épphogy elmenekül Willievel és Irával, akik éppen chicagói Capitol Royale-ba tartanak. Chicagóban Willie kiviharzik a klubból, amikor az igazgató nem hajlandó meghallgatni. Ira ekkor azt mondja Bayou-nak, hogy lépjen a színpadra és énekeljen. Bayou váratlan sikert arat a Capital Royale klubban.
Sikere ellenére Hattie zenebárja tönkremegy, mert a seriff azzal fenyegetőzik, hogy mindenkit letartóztat, aki a hely vendége lesz. Bayou pénzt küld, de a postás felbontja Hattie összes levelét, és ellopja a pénzt. Willie drogfogyasztása miatt kirúgják a Capitol Royale klubból. Az állása elvesztése miatt feldühödve Bayou-t hibáztatja mindenért. Bayou képtelen elfelejteni Leanne-t. Azzal az ürüggyel, hogy visszatér egy egyéjszakás fellépésre, hogy segítsen újraéleszteni az anyja zenebárját, Bayou visszamegy a városba. Willie, aki féltékeny a bátyja sikerére, fülest ad Jackson seriffnek, hogy Bayou visszatért a városba. Bayou Citsy-n keresztül üzeni Leanne-nek, akinek már van egy fia, hogy a férfi eljön érte. Bayou újra találkozik Leanne-nel, de  a csőcselék meglincseli Bayou-t.
Jonathan, aki Leanne fia, a levelek elolvasása után megdöbben, és arra a következtetésre jut, hogy ő valójában Bayou fia és Hattie unokája. Jonathan meglátogatja az édesanyját, és átadja neki a leveleket, amelyeket Bayou el akart küldeni neki.

## Szereplők
| Szerep         | Színész                      | Magyar hang     |
| -------------- | ---------------------------- | --------------- |
| Bayou          | Joshua Boone                 | Penke Bence     |
| Hattie Mae     | Amirah Vann                  | Náray Erika     |
| Hattie Mae     | Daphne Maxwell Reid (idősen) |                 |
| Leanne         | Solea Pfeiffer               | Tamási Nikolett |
| Leanne         | Waltrudis Buck (idősen)      |                 |
| Willie Earl    | Austin Scott                 | Gacsal Ádám     |
| Ira            | Ryan Eggold                  | Seder Gábor     |
| John           | Brent Antonello              |                 |
| Jackson seriff | Brad Benedict                | Juhász Zoltán   |
| Citsy          | Milauna Jemai Jackson        | Lamboni Anna    |
| Ethel          | Lana Young                   | Kiss Erika      |
| Buster         | E. Roger Mitchell            | Törköly Levente |
| Johnathan      | Kario Marcel                 |                 |
| LeRoy          | Corey Champagne              |                 |

### Magyar változat
- Magyar szöveg: Kecskés Enikő
- Hangmérnök: Halas Péter
- Vágó; Wünsch Attila
- Gyártásvezető: Vigvári Ágnes
- Szinkronrendező: Szalay Csongor
- Produkciós vezető: Fekete Márk

A szinkront a Direct Dub Studios készítette el.

## A film készítése
Tyler Perry már 1995-ben megírta a forgatókönyvet. 2006 novemberében a Lionsgate megvásárolta a film jogait, és a tervek szerint 2007 nyarán kezdték volna el a gyártást. 2008 áprilisában úgy volt, hogy ez lesz Perry következő filmje, a bemutatót 2009-re tervezték. 2009-ben az előző filmje sajtótájékoztatóján Perry úgy nyilatkozott, hogy szerette volna, hogy Diana Ross szerepeljen a filmben. 2013 decemberére Perry elismerte, hogy "feladta" Ross szerepeltetését a filmben.
2021. március 23-án bejelentették, hogy Perry rendezi a filmet a Netflix számára, amelynek főszereplői Joshua Boone és Solea Pfeiffer lesznek. 2021. május 7-én Brent Antonello, Brad Benedict, Ryan Eggold, Milauna Jemai Jackson, Kario Marcel, Austin Scott, Amirah Vann és Lana Young csatlakoztak a film szereplőgárdájához.
A forgatás 2021. május 5-én kezdődött, és június 2-án fejeződött be. A forgatás Savannah-ban és a Tyler Perry Studiosban zajlott.